# 城市廣播網
城市廣播網是台灣的調頻廣播聯播網，原為GOLD FM 聯播網，以城市廣播為中心，台呼為「我的城市 我的歌」，於2025年1月1日，採用DAB數位廣播技術。

## 性質
城市廣播網旗下聯播台的節目音樂型態主要以華語、西洋、東洋音樂為中心，其中節目當中主持人會以「新歌上架」介紹新專輯跟新歌，「城市音樂復刻板」則是介紹華語、西洋的經典歌曲。
城市廣播網旗下的城市廣播電台於台中市、彰化縣、南投縣的部分全家便利商店、萊爾富便利商店門市內可以收聽。
早上7點至晚上9點的每個整點播報整點新聞；並與東森財經新聞台、聯合報及台視新聞合作，在上午9點、上午11點及下午6點分別播出「東森財經新聞快報」、「聯合輕鬆報」及「1830台視焦點新聞」。各聯播台也會協辦民間及地方政府的活動，例如城市廣播網協助由彰化縣彰化市公所主辦的「2011偶像歌手跨年暨感恩祈福晚會」等。
城市廣播網曾在聯播時段會開放CALL-IN，電話為(04)2266-9988（現已停止開放）。

## 歷史
- 1996年2月14日台北健康電台開播，起初主要以健康節目為主。
- 1999年9月21日台中城市廣播開播。
- 1999年12月台北健康電台與台中城市廣播合作，並於2000年2月14日成立GOLD FM聯播網
- 2010年12月1日凌晨零時起與「大苗栗廣播電台」及「台南知音廣播電台」合作，聯播城市廣播節目。[1]
- 2011年12月1日凌晨零時起，GOLD FM聯播網改名為 "城市廣播網" 。
- 2019年11月1日凌晨零時起，「南投廣播」加入城市廣播網。
- 2024年8月，「南投廣播」更名為「都市之聲」，專職台語相關節目。

## 收聽頻率
| 頻率       | 發射功率 | 電台名稱         | 收聽地區                                                                             |
| ---------- | -------- | ---------------- | ------------------------------------------------------------------------------------ |
| FM90.1 Mhz | 0.3 kW   | 台北健康廣播電台 | 台北市、新北市台北盆地區                                                             |
| FM98.3 Mhz | 0.4 kW   | 大苗栗廣播電台   | 苗栗縣、新竹市、新竹縣部分地區                                                       |
| FM92.9 Mhz | 10 W     | 城市廣播電台     | 台中市、彰化縣、南投縣平地區、雲林縣。（發射台位於彰化市石牌庄）                       |
| FM99.7 Mhz | 3 W      | 南投廣播電台     | 海線區域以外的台中市、南投縣、彰化縣                                                 |
| FM97.1 Mhz | 0.45 kW  | 台南知音廣播電台 | 嘉義縣太保、朴子、布袋、嘉義市西區、台南市、高雄市（湖內區、路竹區、茄萣區、阿蓮區） |

## 聯播制
城市廣播網採聯播制，因法律規定聯播分臺需抽比例製作自製節目，因此除了週一至週五14:00~17:00的「城市舒芙雷」（大苗栗廣播於該時段播出《城市Cafe》，其餘分台則有播出）和週六、週日的外，其餘節目為全網聯播（廣告時段和《地方新聞》（18:30~18:35）除外，城市廣播只聯播《城市ya間部》到23:00），其中「城市音House」、「城市ya間部」由健康廣播電台製播。
目前各節整點新聞是採「聯播」播出，而週一至週五18:30的《地方新聞》為各分台單獨製播。
與其他聯播網不同的是，分台的自製節目播出歌曲單是由台中總台負責設計，除心情點播之外，所有分台播出的歌曲排播順序都一樣。
不同於其他四台，新加入的南投廣播至今為止除廣告內容之外皆無聯播節目，電台目前以台語節目為主。

## DJ

### 台北健康
- 彼得 (《城市音house 》DJ )

### 城市廣播
- Fiona（《城市打勾勾》DJ) [3]）
- 品翰（《城市Morning Call》DJ）

### 大苗栗廣播
- 凱特（《城市Cafe》DJ）

### 台南知音
- 夏葳（《城市舒芙雷》  DJ）

## 參閱
- 臺灣廣播電台列表

## 外部連結
- 城市廣播網 （页面存档备份，存于）
- 城市廣播網的Facebook專頁
- 南投廣播的Facebook專頁